# Caestocorbula
Genre
Caestocorbula est un genre fossile de mollusques bivalves de la famille des Corbulidae.

## Présentation
Selon BioLib (21 octobre 2019) et Paleobiology Database (21 octobre 2019), le genre appartient à la sous-famille éteinte des Caestocorbulinae H. Vokes, 1945. Le nom du genre a été créé pour des espèces de l'Éocène trouvées en Belgique.

## Espèces
Selon World Register of Marine Species (21 octobre 2019), il y a deux espèces :
- Caestocorbula anceps P. A. Maxwell, 1992 †
- Caestocorbula praeviator P. A. Maxwell, 1992 †

Selon Paleobiology Database, il y a un sous-genre :
- Caestocorbula (Caestocorbula)
  - Caestocorbula (Caestocorbula) crassaplica

et 10 espèces non classées:

Caestocorbula angustata - Caestocorbula clarendonensis - Caestocorbula crassiplica - Caestocorbula fossata - Caestocorbula henckeliusiana - Caestocorbula murchisonii - Caestocorbula subtumida - Caestocorbula twiningi - Caestocorbula wailesiana
Autres noms
- †Caestocorbula elegans Sowerby J. de C.[6], 1827[7],[8] - Albien (Crétacé inférieur) - Angleterre
- †Caestocorbula gigantica Roy & Mukherjee, 2017